# Piatra, Teleorman
Piatra este satul de reședință al comunei cu același nume din județul Teleorman, Muntenia, România.